# Ратнер, Ефим Самойлович
Ефим (Хаим) Самойлович Ратнер (3 апреля 1911, Москва — 11 января 1974, там же) — советский учёный в области светотехники. Лауреат Сталинской премии.

## Биография
Родился в Москве в семье Самуила Хаимовича (Ефимовича) Ратнера (1882—1927) и Веры Михайловны Моносзон (1886—1957). Племянник адвокатов Б. Е. Ратнера (1883—1961) и А. М. Гинзберга (1876—1920). Брат физика-ядерщика Бориса Самуиловича Ратнера (1918—2008). Семья происходила из Слуцка.
Окончил МЭИ (1932). В 1931—1946 работал во Всесоюзном электротехническом институте, с 1940 начальник светотехнической лаборатории.
В июне — августе 1945 года в командировке в Германии (в звании капитана РККА), руководил вывозкой оборудования завода Цейса в Йене.
С 1946 зав. светотехнической лабораторией Всесоюзного светотехнического института.
Одновременно преподавал в ряде вузов, в т.ч в Военно-инженерной академии им. В. В. Куйбышева.
Кандидат технических наук (1937).
Умер 11 января 1974 года после продолжительной болезни. Похоронен на Востряковском кладбище.

## Научная деятельность
Автор научных работ в области теории киносъемочного освещения, колометрии и в проектировании светотехнических приборов, архитектуры освещения объектов (освещение ст. метро «Кропоткинская» в Москве, светотехническое решение кремлёвских звезд, безбликовое освещение в Мавзолее саркофага В. И. Ленина, осветительные установки для московского стадиона «Динамо»).
Предложил метод изготовления специальных зеркал, используемых в лазерной технике, в устройствах для ночной аэрофотосъемки.
Автор 25 изобретений.

## Сочинения
- Цветовые расчеты и измерения [Текст] / С. О. Майзель и Е. С. Ратнер. — Москва ; Ленинград : Госэнергоиздат, 1941 (Москва). — 84 с. : ил. и черт.; 22 см.

## Награды и премии
- орден Красной Звезды (16.05.1947)
- Сталинская премия второй степени (1946) — за создание новых типов оптических приборов

## Семья
- Жена (с 1953 года) — альпинистка Ирина Вячеславовна Корзун (1914—2007), автор воспоминаний.
- Двоюродная сестра — историк Надежда Давыдовна Ратнер (1916—1993), жена историка И. С. Миллера.